# Marienwagen I
Marienwagen I (полное название Marienwagen I mit Panzeraufbau) — четырёхгусеничный тяжелый бронеавтомобиль времен Первой мировой. Проектирование началось в 1916 под предводительством инженера Гуго Бремера. Однако, после постройки и испытаний проект был закрыт, а прототип был разобран на металл.

## История создания
Ещё до начала войны немецкая армия начала интересоваться возможностью приобретения транспортного средства, способного передвигаться по пересеченной местности. При этом рассматривалась возможность его использования в качестве транспортера для перевозки снаряжения и артиллерии, или как зенитную самоходную установку для борьбы с аэростатами противника. Проект подобной машины в 1914 году предложил инженер Хьюго Г.Бремер. Армейская коммерческая комиссия осталась довольна представленной работой и после доработок инициировала в июне 1915 г. постройку опытного образца. Сборка внедорожного транспортера производилась на фабрике Daimler в Берлин-Мариенфилде, после чего машине присвоили полуофициальное название Marienwagen.
За основу взяли 4-тонный грузовик, оснастив его двумя парами гусениц, из которых задняя была ведущей, а передняя служила для поворота. Двигатель располагался спереди, за ним разместили кабину водителя. Пока шли ходовые испытания немцы «дождались» появления британских танков на Сомме. Чтобы хоть как-то компенсировать явно выявившееся техническое преимущество англичан немецкое командование начало лихорадочно подбирать собственный аналог. В качестве одного из таких вариантов рассматривалась возможность бронирования тракторного шасси. К этому времени уже были заказаны 10 предсерийных транспортеров Marienwagen, которые надлежало поставить к февралю 1917 г., часть из них предполагалось использовать именно для этой цели. Работы по бронированию проводились под руководством инженера Джозефа Фоллмера, главы транспортной инспекции Германии. На транспортер установили угловатый бронированный корпус, защищавший двигатель и экипаж. Вооружение состояло из двух 20-мм полуавтоматических пушек и одного огнемета, при этом предусматривалась установка пулемётов более мелкого калибра. После этих доработок машина получила название Marienwagen I mit Panzeraufbau.

## Описание конструкции

### Корпус
Основным элементом четырёхгусеничного многоцелевого шасси Marienwagen I была рама, изготовленная из металлических профилей. В передней части рамы помещались двигатель, коробка передач и радиатор. Непосредственно за ними находился пост управления. Вся центральная и задняя часть рамы предназначались для размещения грузов. Рама и большинство установленных на ней агрегатов без изменений заимствовались у базового автомобиля. Сохранялись карбюраторный двигатель средней мощности и механическая трансмиссия, выдающая крутящий момент на задний ведущий мост.
По известным данным, в ходе переработки существующее шасси должно было получить броневой корпус, обеспечивающий защиту от пуль и осколков. Все элементы корпуса предлагалось изготавливать из 9-мм брони. Корпус строился на основе каркаса, к которому на заклепках присоединялись отдельные листы и другие детали. Компоновка корпуса определялась основными особенностями имеющегося шасси. Передний отсек должен был вмещать двигатель, а остальные объёмы являлись обитаемыми.
Переднюю часть корпуса, защищающую двигатель и радиатор, предлагалось делать в виде прямоугольного короба достаточных размеров. В лобовом листе имелись жалюзи для охлаждения воздуха. Ещё две подобные решетки помещались на крышках бортовых люков. Непосредственно за моторным отсеком находилось отделение управления, отличавшееся большими габаритами. Эта часть корпуса была немного шире и значительно выше моторного отсека. Предусматривалось использование небольших лобовых деталей, соединённых с бортами моторного отсека, и высокого наклонного лобового листа. Вертикальные большой высоты располагались параллельно продольной оси машины. Интересной особенностью проекта была рубка, располагавшаяся над местом водителя. Её образовывали увеличенные верхние части лобовых и бортовых бронелистов.
Грузовая площадка шасси отдавалась под боевое отделение. Передняя часть этого агрегата корпуса имела вертикальные борта, позади которых помещались скошенные детали. Центральные детали бортов так же располагались параллельно оси, а корма вновь сужалась при помощи скошенных листов. Кормовой лист помещался вертикально. Использовалась сплошная горизонтальная крыша.
Корпус имел набор люков различного назначения и большое число смотровых щелей. Так, для обслуживания двигателя предназначались два люка в бортах моторного отсека. Попадать в машину предлагалось при помощи двери в левом борту отделения управления. Водитель и его помощник имели собственные смотровые люки в лобовом листе. В скошенных и центральных бортовых листах предусматривалось по одному двустворчатому люку для наблюдения и стрельбы. Ещё один такой люк поместили на кормовом листе. Следить за дорогой и обстановкой можно было при помощи открывающихся люков, створки которых имели смотровые щели. Также щели прорезались в рубке над отделением управления.
Перспективная боевая машина получалась достаточно крупной и тяжелой. Длина Marienwagen I mit Panzeraufbau превышала 7 м, ширина — 2,5 м, высота — 3,3 м. Боевая масса выходила на уровень 20 т, что превышало подобные характеристики существующих защищенных машин. В основе базового шасси лежало шасси четырёхтонного грузовика, что не позволяло рассчитывать на получение высоких характеристик подвижности.

### Вооружение
Интересной особенностью проекта Marienwagen I mit Panzeraufbau было отсутствие фиксированных точек установки оружия. Все имеющиеся вооружения предлагалось перевозить внутри корпуса и устанавливать в амбразуры в соответствии с текущими целями и задачами. «Танк» на четырёхгусеничном шасси предлагалось оснастить двумя автоматическими пушками Беккера калибром 20 мм, несколькими пулемётами, огнеметом и винтовками. Нетрудно подсчитать, что экипаж мог бы одновременно применять до восьми единиц оружия — по числу имеющихся люков.

### Двигатель и управление
В связи с изменением конструкции движителя некоторым доработкам подверглись трансмиссия и средства управления. Так, для управления по курсу предлагалось использовать колесо-штурвал. Интересной его особенностью было расположение: круглое устройство устанавливалось параллельно продольной оси машины. Вращая это колесо, водитель мог управлять тормозами на направляющих колесах задних гусениц. Связь штурвала с тормозами обеспечивалась цепной передачей. По некоторым данным, штурвал также управлял поворотом всей передней гусеничной тележки.

### Ходовая часть
Четырёхгусеничный вариант шасси лишался не только передних колес, но и большей части элементов их подвески. На раме машины закреплялись листовые рессоры, на которых устанавливалась поперечная балка для монтажа остальных деталей. В качестве основы для передней гусеничной тележки применялись продольные рамы сложной формы, имевшие крепления для направляющих колес. По некоторым данным, использовались опорные катки малого диаметра, жестко закрепленные внутри рамы. Задние гусеничные движители имели иную конструкцию. На уровне поста управления под рамой помещалась поперечная балка, к которой присоединялись передние листовые рессоры. Вторая пара таких устройств находилась в задней части рамы и соединялась с тележками на уровне задней оси. Как и на передних тележках, использовалась продолговатая рама с жесткими креплениями для ведущих и направляющих колес, а также для опорных катков.
Перспективное многоцелевое шасси Marienwagen I, фактически являвшееся глубокой модернизацией серийного грузовика, могло перевозить различные грузы и буксировать артиллерию. Основные характеристики должны были остаться на уровне базового автомобиля, однако создатели проекта рассчитывали на значительное повышение проходимости.

### Экипаж машины
Наличие большого числа вооружения привело к соответствующему росту экипажа. По имеющимся данным, бронемашиной должен был управлять экипаж из шести или семи человек. Один из них должен был выполнять функции механика-водителя, а остальным предлагалось следить за обстановкой и применять вооружение.

## Испытание
К этому времени проект успел продвинуться достаточно далеко, а кроме того, получить поддержку со стороны некоторых военачальников. В результате работы были продолжены. Бронемашина получила шанс показать себя в деле во время будущих испытаний. После завершения проектирования началась перестройка одного из имеющихся гусеничных шасси. При этом, в связи с характерными трудностями военного времени, корпус пришлось изготовить не из броневой стали, а из обычной конструкционной.
Строительство опытного образца заметно затянулось, из-за чего испытания удалось начать только весной 1917 года. 11 марта прототип выкатили на полигон. На испытаниях присутствовало руководство генерального штаба и другие высокопоставленные лица. На их глазах опытный образец Marienwagen I mit Panzeraufbau должен был показать свои реальные возможности.
Сразу после начала испытаний стало понятно, что все опасения оправдались. Имеющийся автомобильный бензиновый двигатель оказался слишком слабым для 20-тонной машины. Скорость на ровной поверхности не превышала 3-5 км/ч. Недостаток мощности также ограничивал маневренность на всех ландшафтах. Подъём на некоторые препятствия не представлялся возможным. Кроме того, возникли новые опасения. Из-за слабой силовой установки и высокого корпуса существовал риск опрокидывания даже при преодолении невысоких препятствий. На фоне проблем с подвижностью неоднозначный состав комплекса вооружений уже не выглядел серьёзным недостатком.
В существующем виде бронемашина нового типа не имела никаких реальных перспектив. Переработку проекта с целью повышения основных характеристик посчитали ненужной. Испытания были досрочно прекращены, а военное ведомство прекратило поддержку проекта. Дальнейшая судьба единственного построенного прототипа была определена. Его следовало отправить на разборку.
От дальнейшего развития любопытного проекта отказались, но опытный образец все ещё представлял интерес в качестве платформы для отработки новых решений. Так, через несколько месяцев после недолгих испытаний на единственный Marienwagen I mit Panzeraufbau попробовали установить башню с вооружением, заимствованную у одного из существующих бронеавтомобилей. Такая доработка могла положительным образом сказаться на боевых качествах машины, но, по понятным причинам, уже не имела смысла.
После этих доработок и проверок никому не нужный прототип разобрали на металл. Возможно, на разделку отправился только корпус, тогда как гусеничное шасси могло быть применено в исходном качестве. Тем не менее, точные сведения об эксплуатации девяти предсерийных машин Marienwagen I, за исключением послужившей основой для бронеавтомобиля, отсутствуют. Можно предположить, что они дошли до, как минимум, опытной эксплуатации, однако не поступили в крупносерийное производство и поэтому не смогли оказать заметное влияние на парк техники армии.

## Оценка проекта
Проект Marienwagen I mit Panzeraufbau завершился неудачей, а также привел к негативным последствиям. Неприемлемо низкие характеристики построенного прототипа привлекли внимание противников строительства бронетехники и стали аргументом против создания новых проектов. В частности, это привело к определённым затруднениям во время разработки танка A7V. Тем не менее, новый проект всё же удалось отстоять, и он дошёл до серийного строительства и эксплуатации.
Проект тяжелого бронеавтомобиля / танка Marienwagen I mit Panzeraufbau являлся попыткой срочного создания на базе одного из существующих шасси защищенной боевой машины, отличающейся достаточно высокими характеристиками. По понятным причинам, этот эксперимент закончился неудачей и не привел к желаемым результатам. В то же время, он наглядно показал, что именно следует учитывать при создании новой бронетехники, и от каких идей нужно отказываться.
По устройству напоминал обычный автомобиль с передним расположением двигателя и задней приводной осью, но с заменой всех колес гусеничными ходами, при этом приводной оставалась только задняя пара гусениц.
Заказ на 50 таких шасси начал выполнять завод в Мариенфельде на окраине Берлина.